# LeBaron Russell Briggs

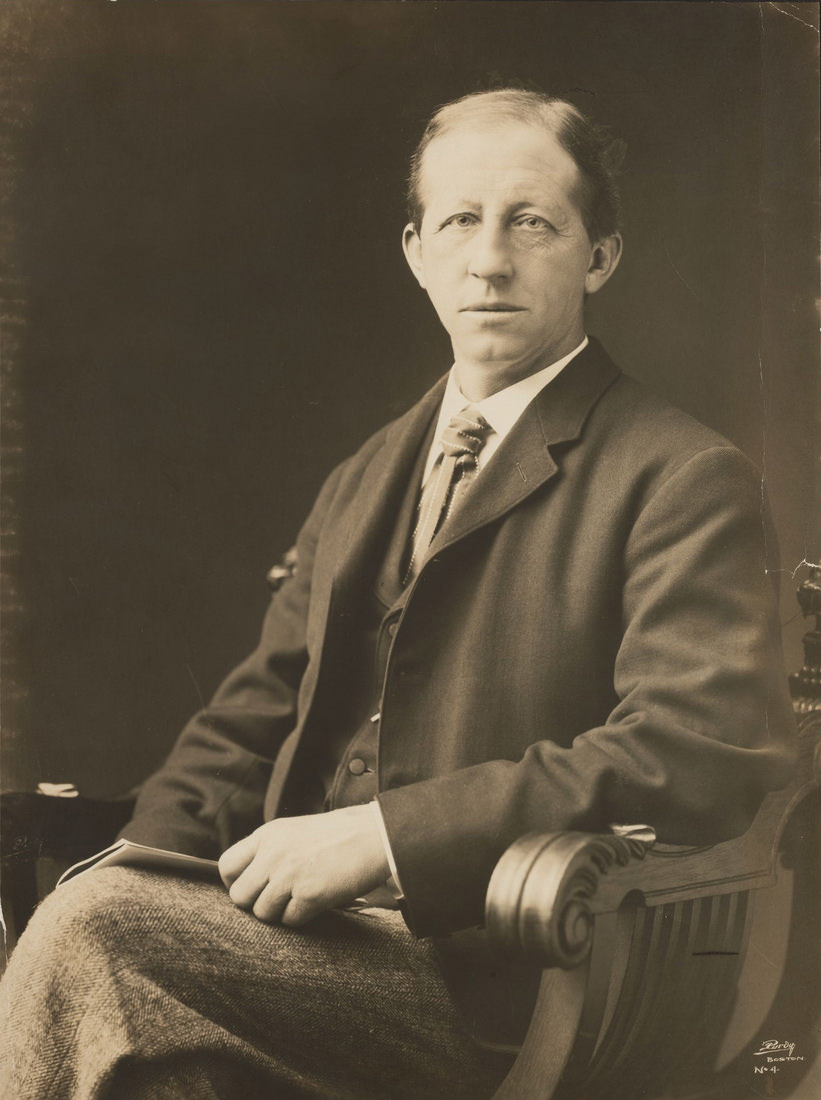
LeBaron Russell Briggs, 1904

LeBaron Russell Briggs (* 11. Dezember 1855 in Salem, Massachusetts; † 24. April 1934) war ein US-amerikanischer Philologe und Literaturwissenschaftler an der Harvard University.
Briggs unterrichtete Kreatives Schreiben und war für seinen Kurs (gemeinsam mit Barrett Wendell) in Englischer Literatur für Studienanfänger bekannt. Er machte sich außerdem um den Universitätssport verdient.
Briggs erwarb 1875 einen Bachelor und – nach längeren Europa-Reisen – 1882 einen Master, beide an der Harvard University. Zunächst arbeitete er als Dozent für Griechisch in Harvard. 1885 erhielt er nach einem weiteren Studienaufenthalt in England eine erste Professur in Harvard, 1890 eine ordentliche Professur für Englisch, 1904 für Rhetorik und freie Rede. Ab 1891 und bis 1902 war er in Nachfolge von Clement L. Smith Dekan der Harvard University und von 1903 bis 1923 als Nachfolger von Elizabeth Cary Agassiz Präsident des Radcliffe College.
1908 wurde Briggs in die American Academy of Arts and Sciences gewählt. 1900 erhielt er ein Ehrendoktorat der Harvard University, 1906 eines der Western Reserve University.
Seit 1883 war Briggs mit Mary F. Quedville verheiratet.

## Schriften (Auswahl)
- School, College, and Character (1901)
- Routine and Ideals (1904)
- Girls and Education (1911)
- Men, Women, and Colleges (1925)